# Arearea

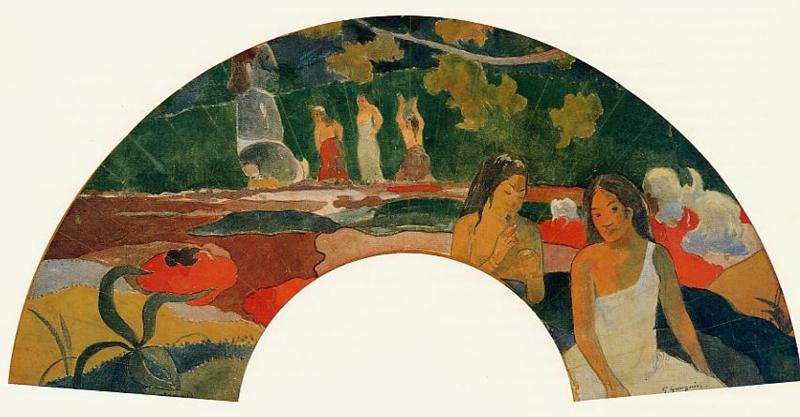
Arearea II (1894), akvarell på Museum of Fine Arts i Houston.

Arearea är en oljemålning av den franske konstnären Paul Gauguin från 1892. Målningen är utställd på Musée d'Orsay i Paris.
Gauguin kom för första gången till Tahiti i Franska Polynesien i juni 1891. Han strävade då efter ett primitivt naturtillstånd, ett mänskligt ursprung bortom den industrialiserade västliga civilisationen. Han reste tillbaka till Frankrike sommaren 1893, men återvände redan 1895 till Tahiti och stannade där i relativ isolering till sin död 1903. Bland Gauguins andra målningar från Tahiti finns till exempel Tahitiska kvinnor på stranden (1891) och Varifrån kommer vi? Vad är vi? Vart går vi? (1897–1898). 
Målningen inköptes av franska staten 1961 och placerades i Louvren. År 1985 överfördes den till Musée d'Orsay. Gauguin utförde även en akvarell med samma namn och motiv 1894. Den ägs av Museum of Fine Arts i Houston.